# Seamus Kotyk
Seamus Kotyk (* 7. Oktober 1980 in London, Ontario) ist ein ehemaliger kanadischer Eishockeytorwart und derzeitiger -trainer, der im Verlauf seiner aktiven Karriere zwischen 1997 und 2010 unter anderem 148 Spiele in der American Hockey League sowie 95 weitere in der österreichischen Erste Bank Eishockey Liga bestritten hat.

## Karriere
Seamus begann seine Karriere in der Ontario Hockey League bei den Ottawa 67’s. In seiner zweiten Saison für Ottawa wurde er im NHL Entry Draft 1999 in der fünften Runde an 147. Stelle von den Boston Bruins gezogen, bestritt jedoch nie ein Spiel für das Team. Stattdessen spielte er weiter in Ottawa und gewann mit dem Team den J. Ross Robertson Cup im Playoff.
Am 23. Juli 2001 unterzeichnete er als Free Agent bei den San Jose Sharks aus der National Hockey League, wo er für deren Farmteam, den Cleveland Barons in der American Hockey League tätig wurde. In der Saison 2004/05 wechselte er zu den Milwaukee Admirals in der AHL und spielte einige Spiele für deren Farmteam den Rockford IceHogs. Am 17. April 2005 wurde Kotyk der erst achte Torhüter der AHL der in einem Spiel ein Tor schoss. Er schoss drei Minuten vor Ende der Spielzeit den Puck ins leere Tor der San Antonio Rampage und besiegelte den 4:1-Sieg seiner Mannschaft, den Milwaukee Admirals. Kotyk schaffte es jedoch nicht, sich in den Minor Leagues durchzusetzen.
Er wechselte 2006 nach Europa und bestritt fünf Spiele für die Grizzly Adams Wolfsburg in der 2. Eishockey-Bundesliga, ehe ihn der damalige EBEL-Neuling HK Jesenice unter Vertrag nahm. Mit ihm verpasste die Mannschaft jedoch knapp die Playoffs. Kotyk wechselte für die folgende Saison zum Ligakonkurrenten HC Innsbruck, wo er sich jedoch während des Saisonverlaufs verletzte und zwischenzeitlich durch den Finnen Mikko Strömberg ersetzt wurde. Auch in der Spielzeit 2008/09 fiel Kotyk für einige Zeit verletzt aus und wurde abermals durch Strömberg ersetzt. Nach der Saison entschied sich der HC Innsbruck für einen Rückzug aus der EBEL und Kotyks Vertrag wurde nicht verlängert. Danach war er vereinslos, bis er im Januar 2010 erneut vom HC Innsbruck verpflichtet wurde.
Nach seinem Karriereende begann Kotyk als Trainer zu arbeiten. Zunächst war er in der Saison 2010/11 als Torwarttrainer bei den Sault Ste. Marie Greyhounds in der OHL angestellt. Dort wurde er zur folgenden Spielzeit zum Assistenztrainer befördert. Diesen Posten besetzte er bis zum Sommer 2014, ehe er als Scout von den Buffalo Sabres verpflichtet wurde. Nach drei Jahren in dieser Funktion wurde er ins Trainerteam der NHL-Organisation aufgenommen, die später auch auf den AHL-Kooperationspartner Rochester Americans ausgeweitet wurde.

## Erfolge und Auszeichnungen
| - 1998 F. W. „Dinty“ Moore Trophy - 1998 Dave Pinkney Trophy (gemeinsam mit Craig Hillier) - 1999 OHL Third All-Star Team | - 1999 Memorial-Cup-Gewinn mit den Ottawa 67’s - 2001 J.-Ross-Robertson-Cup-Gewinn mit den Ottawa 67’s - 2001 Wayne Gretzky 99 Award |

## Karrierestatistik
(Legende zur Torhüterstatistik: GP oder Sp = Spiele insgesamt; W oder S = Siege; L oder N = Niederlagen; T oder U oder OT = Unentschieden oder Overtime- bzw. Shootout-Niederlage; Min. = Minuten; SOG oder SaT = Schüsse aufs Tor; GA oder GT = Gegentore; SO = Shutouts; GAA oder GTS = Gegentorschnitt; Sv% oder SVS% = Fangquote; EN = Empty Net Goal; 1 Play-downs/Relegation; Kursiv: Statistik nicht vollständig)